# 프랭키 고스 투 할리우드

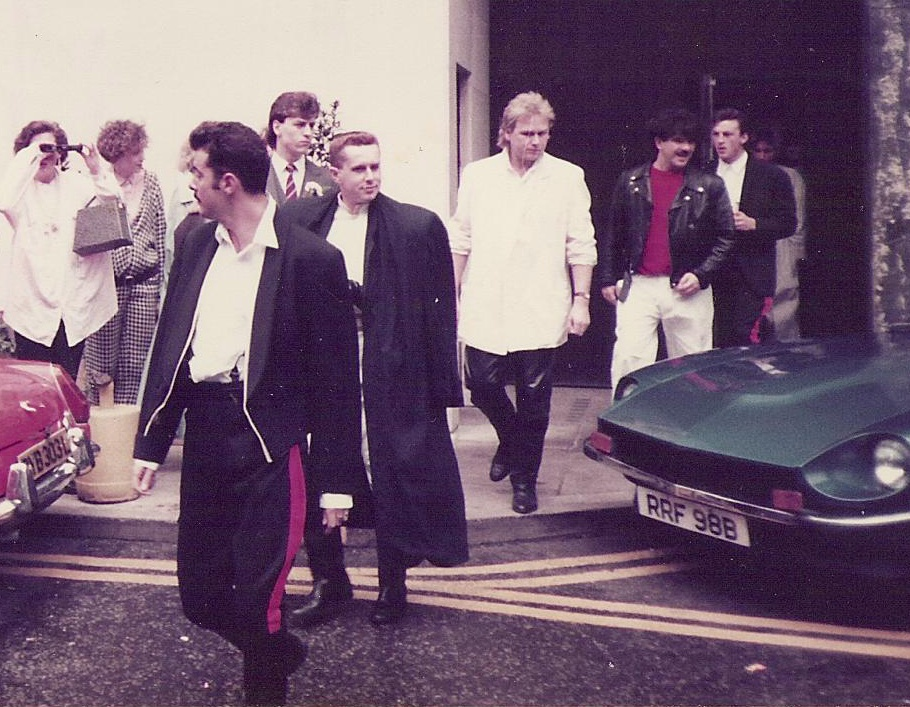
1985년의 프랭키 고스 투 할리우드의 모습. 앞에서부터 폴 러더포드, 홀리 존슨, 브라이언 내시, 피터 길, 마크 오툴

프랭키 고스 투 할리우드(Frankie Goes to Hollywood)는 1980년 잉글랜드 리버풀에서 결성한 신스팝 밴드이다. 가장 널리 알려진 라인업은 보컬 홀리 존슨, 백 보컬 폴 러더포드, 드럼 및 타악기 피터 길, 베이스 마크 오툴 그리고 기타 브라이언 내시로 이루어져 있다.
1983년에 발매된 밴드의 싱글 〈Relax〉는 성적인 가사로 인해 BBC가 송출을 금지하였으나, 이후 영국 싱글 차트에서 1위를 5주 연속하고 장기간 차트에 진입해 있으면서 영국 역사상 일곱 번째로 많이 팔린 싱글이 되었다. 또한 1985년 브릿 어워드에서 최고의 영국 싱글 상을 수상하였다. 밴드의 데뷔 음반인 《Welcome to the Pleasuredome》은 1984년 영국 음반 차트에서 1위를 차지하고 100만 장이 넘는 판매고를 기록하였다. 이후 음반에 수록된 〈Two Tribes〉와 〈The Power of Love〉가 모두 성공을 거두면서 1960년대 게리 앤 더 페이스메이커스에 이어 영국에서 첫 세 싱글이 차트 1위를 기록한 두 번째 음악가가 되었다. 이 기록은 이후 1996년부터 1997년까지 스파이스 걸스가 발표한 여섯 개의 싱글로 깨졌다.
프랭키 고스 투 할리우드는 1985년 브릿 어워드에서 영국 신인상을 수상했다. 더불어 제2차 브리티시 인베이전이라는 이름 하에 미국의 그래미 어워드와 MTV 비디오 뮤직 어워드의 신인상에 후보로 이름을 올렸다. 송라이터인 존슨과 길, 오툴은 1984년 영국 송라이터, 작곡가 및 저자 협회가 주최하는 아이버 노벨로 어워드에서 〈Two Tribes〉로 음악 및 가사적 최우수 노래상(영어: Best Song Musically and Lyrically)을 수상하였다. 또한 2015년, ITV에서 영국인들을 상대로 조사한 가장 좋아하는 1980년대 노래에서 14위에 이름을 올렸다.

## 구성원
| 주축 멤버 - 홀리 존슨 – 보컬 (1980–1987) - 폴 러더포드 – 보컬, 탬버린 (1980–1987, 2004–2007) - 마크 오툴 – 보컬, 베이스 (1980–1987, 2004–2007) - 브라이언 내시 – 보컬, 기타 (1982–1987) - 피터 길 –드럼 (1980–1987, 2004–2007) - 라이언 몰로이 – 보컬 (2004–2007) | 초기 멤버 - 제드 오툴 – 보컬 기타 (1980–1982, 1984, 1987, 2004–2007) - 소니아 매점더 – 보컬 (1980) |

## 수상 및 후보
| 연도 | 주최                            | 작품                        | 부문                                                              | 결과 |
| ---- | ------------------------------- | --------------------------- | ----------------------------------------------------------------- | ---- |
| 1984 | 아이버 노벨로 어워드            | Two Tribes                  | 음악 및 가사적 최우수 노래상                                      | 수상 |
| 1984 | NME 어워드                      | Two Tribes                  | 홍보용 영상상                                                     | 수상 |
| 1984 | NME 어워드                      | Welcome to the Pleasuredome | 최우수 음반 표지상                                                | 수상 |
| 1984 | NME 어워드                      | Relax                       | 최우수 싱글                                                       | 수상 |
| 1985 | 아이버 노벨로 어워드            | Relax                       | 최우수 컨템퍼러리 노래상                                          | 후보 |
| 1985 | 브릿 어워즈                     | Relax                       | 최우수 영국 싱글상                                                | 수상 |
| 1985 | 브릿 어워즈                     | 프랭키 고스 투 할리우드     | 최우수 영국 신인상                                                | 수상 |
| 1985 | 브릿 어워즈                     | 프랭키 고스 투 할리우드     | 최우수 영국 그룹                                                  | 후보 |
| 1985 | 브릿 어워즈                     | Welcome to the Pleasuredome | 최우수 영국 음반                                                  | 후보 |
| 1985 | 브릿 어워즈                     | Two Tribes                  | 최우수 영국 싱글                                                  | 후보 |
| 1985 | MTV 비디오 뮤직 어워드          | Two Tribes                  | 최우수 신인상                                                     | 후보 |
| 1985 | MTV 비디오 뮤직 어워드          | Two Tribes                  | 최우수 콘셉트 비디오상                                            | 후보 |
| 1985 | 폴스타 콘서트 인더스트리 어워즈 | 프랭키 고스 투 할리우드     | 1985년 처음으로 성공적인 헤드라인을 할 것 같은 음악가는 누구인가? | 후보 |
| 1986 | 폴스타 콘서트 인더스트리 어워즈 | 투어                        | 올해의 소형 홀/클럽상                                             | 후보 |
| 2010 | Q 어워즈                        | Relax                       | 클래식 송                                                         | 수상 |

## 디스코그래피
- Welcome to the Pleasuredome (1984)
- Liverpool (1986)